# Ortocentar
Ortocentar trokuta jest sjecište visina trokuta (odnosno produžetaka visina ― pravaca određenih visinama). To je jedna od osobitih točaka trokuta, obično se označava sa {\displaystyle H}, i bila je poznata Arhimedu. Ako je trokut šiljastokutan, ortocentar je unutar trokuta, ako je pravokutan onda je u vrhu pravog kuta, a ako je tupokutan on je izvan trokuta.
Ako je {\displaystyle H} ortocentar šiljastokutnog ili tupokutnog trokuta {\displaystyle \Delta ABC} tada je svaka od točaka {\displaystyle A,B,C,H} ortocentar trokuta kojeg obrazuju preostale tri točke. Stoga ove četiri točke čine ortocentrični sustav.
Ortocentar trokuta {\displaystyle H} ima i sljedeće osobine:
- Točke zrcalne (simetrične) ortocentru trokuta u odnosu na pravce određene stranicama trokuta pripadaju kružnici opisanoj oko trokuta.
- Točke zrcalne (simetrične) ortocentru trokuta u odnosu na polovišta stranica trokuta pripadaju kružnici opisanoj oko trokuta.
- Udaljenost od vrha (tjemena) do ortocentra trokuta dvaput je veća od udaljenosti središta (centra) opisane kružnice trokuta od nasuprotne stranice.

Naziv je stvoren iz grč. όρθος 'prav' i lat. centrum 'središte'.